# Handianus wagnerinus
Handianus wagnerinus är en insektsart som beskrevs av Dlabola 1961. Handianus wagnerinus ingår i släktet Handianus och familjen dvärgstritar. Inga underarter finns listade i Catalogue of Life.